# Vernoniaöl
Vernoniaöl auch (Kinkaöl, Vapachiöl speziell für Baccharoides anthelmintica), ist ein Pflanzenöl aus den Früchten (Achänen) verschiedener afrikanischer Korbblütler (Asteraceae); ehemals Vernonia-Arten, die nun neu taxonomiert wurden. Die Samen enthalten ca. 23–43 % Fett. Hauptlieferant ist heute Centrapalus pauciflorus (Syn: Vernonia galamensis), hier ist auch die Ölausbeute höher.
Die Triglyceride des dickflüssigen und optisch aktiven Öls bestehen überwiegend aus Estern mit der Vernolsäure, einer ungesättigten, epoxidierten Fettsäure. Der Oxiran-Wert beträgt ca. 3,5–4 %.
Die Samen dieser Pflanzen zeigen eine hohe Lipaseaktivität im Ruhezustand. Die Aktivität dieses Enzyms ist offensichtlich, da das Vernoniaöl eine Lipolyse erfährt, wenn die Samen vor der Extraktion zerkleinert werden. Daher ist eine spezielle Gewinnungstechnik nötig. Wird keine Kontrolle der Lipolyse durchgeführt, werden die Triglyceride des Öls (Trivernolin) in das Diglycerid Divernolin und Vernolsäure gespalten.
Die Gewinnung des Öls kann durch Kaltpressung oder mit Lösemitteln, sowie mit Superkritischen Fluiden erfolgen, nachdem die Samen grob mit Trockeneis gemahlen sind und eine Zwischenstufe mit einer speziellen Aufheizungsphase (Tempern) vor der Extraktion geschieht, möglich ist auch eine druckinduziert Denaturierung um die Lipaseaktivität auszuschalten, zu hemmen. Das Vernoniaöl kann direkt als polymerisierbares Monomer in der Beschichtung durch Kationisches-UV-Curing eingesetzt werden.
Das Vernoniaöl wird für Epoxide zur Herstellung von Klebstoffen, Lacken und Farben sowie Industrielacken verwendet.